# Lapanouse
Lapanouse är en kommun i departementet Aveyron i regionen Occitanien i södra Frankrike. Kommunen ligger  i kantonen Sévérac-le-Château som ligger i arrondissementet Millau. År 2018 hade Lapanouse 757 invånare.

## Befolkningsutveckling
Antalet invånare i kommunen Lapanouse
Referens: INSEE